# Trust (album d'Elvis Costello)
Pour les articles homonymes, voir Trust.
Albums de Elvis Costello
Ten Bloody Marys and Ten How's Your Fathers
(1980) Almost Blue
(1981)
Trust (23 janvier 1981) est un album d'Elvis Costello and the Attractions. C'est son cinquième album, le quatrième avec The Attractions. C'est également le cinquième album consécutif produit par Nick Lowe, qui produit toutes les chansons à l'exception de "Big Sister's Clothes" (le manuel de l'album dit clairement que Nick Lowe "n'est pas responsable de celle-ci").

## Historique
L'intention première de Costello avec Trust était de fusionner la mélodie de Armed Forces et le rythme de Get Happy!!. Les chansons de l'album ont pour sujet un sens général de désillusion qu'il ressentait à cette époque, avec l'élection récente du gouvernement conservateur ainsi que les tensions de couple avec sa première femme, ce qui donne aux chansons un ton généralement cynique. Le résultat est que le monde décrit dans les paroles des chansons est l'opposé de ce que le titre de l'album implique.
Les premières sessions d'enregistrement eurent lieu aux studios de DJM, mais le groupe fut déçu du résultat. Pour aggraver les choses, les membres du groupe étaient quasiment perpétuellement sous l'influence de drogues modifiant l'humeur. Comme Costello l'écrit dans le manuel de la réédition de Rhino Records:
"C'est sûrement l'enregistrement le plus influencé par la drogue de ma carrière... Il a été complété alors que j'étais proche d'un effondrement nerveux que je m'étais auto-infligé avec un régime composé de cidre "fermier" brut, de Gin and Tonic, de diverses poudres... et, dans les dernières heures, de sécobarbital et de Johnnie Walker Black Label."
Les enregistrements reprirent à Eden Studios, où certains de ses albums précédents avaient été enregistrés. Bien que le groupe n'était pas plus sobre, les enregistrements plurent plus à Costello. Malgré le fait que Costello ait récemment déclaré qu'il souhaitait s'éloigner de la musique pop dominante, il révéla que plusieurs morceaux avaient été influencés par les artistes à la mode à l'époque. Par exemple, la guitare sur "Clubland" est proche du son de The Police, "You'll Never Be a Man" emprunte au style des Pretenders, "White Knuckles" a été construit pour ressembler aux enregistrements d'XTC, "Fish 'n' Chip Paper" est un hommage à Squeeze, et enfin, "Big Sister's Clothes" a une ligne de basse basée sur le travail de The Clash.
Commercialement, aucun des singles de Trust n'entra dans les charts, une première depuis My Aim Is True, son premier album.

## Liste des pistes

### Album d'origine
| No  | Titre                      | Auteur         | Durée |
| --- | -------------------------- | -------------- | ----- |
| 1.  | Clubland                   | Elvis Costello | 3:42  |
| 2.  | Lover's Walk               | Costello       | 2:17  |
| 3.  | You'll Never Be a Man      | Costello       | 2:56  |
| 4.  | Pretty Words               | Costello       | 3:11  |
| 5.  | Strict Time                | Costello       | 2:40  |
| 6.  | Luxembourg                 | Costello       | 2:26  |
| 7.  | Watch Your Step            | Costello       | 2:57  |
| 8.  | New Lace Sleeves           | Costello       | 3:45  |
| 9.  | From a Whisper to a Scream | Costello       | 2:54  |
| 10. | Different Finger           | Costello       | 1:58  |
| 11. | White Knuckles             | Costello       | 3:47  |
| 12. | Shot with His Own Gun      | Costello       | 3:30  |
| 13. | Fish 'n' Chip Paper        | Costello       | 2:55  |
| 14. | Big Sister's Clothes       | Costello       | 2:11  |

- Sur le disque d'origine, les sept premières chansons constituaient la face A, les sept suivantes la face B.

### Pistes supplémentaires (réédition Rykodisc de 1994)
| No  | Titre                                              | Auteur                     | Durée |
| --- | -------------------------------------------------- | -------------------------- | ----- |
| 15. | Black Sails in the Sunset                          |                            | 2:56  |
| 16. | Big Sister                                         |                            | 2:11  |
| 17. | Sad About Girls                                    | Steve Nieve, Fay Hart      | 2:48  |
| 18. | Twenty-Five to Twelve                              |                            | 3:52  |
| 19. | Love for Sale                                      | Cole Porter                | 3:02  |
| 20. | Weeper's Dream                                     |                            | 1:05  |
| 21. | Gloomy Sunday                                      | Sam M. Lewis, Rezső Seress | 3:13  |
| 22. | Boy with a Problem (Single version)                | Costello; Chris Difford    | 2:31  |
| 23. | Seconds of Pleasure (Version 1 of "Invisible Man") |                            | 3:18  |

- Cette réédition place toutes les pistes, y compris les pistes bonus sur un seul CD.

### Pistes supplémentaires (réédition Rhino Records de 2003)
| No  | Titre                                          | Auteur            | Durée |
| --- | ---------------------------------------------- | ----------------- | ----- |
| 15. | Black Sails in the Sunset                      |                   | 2:56  |
| 16. | Big Sister                                     |                   | 2:11  |
| 17. | Twenty-Five to Twelve                          |                   | 3:52  |
| 18. | Sad About Girls                                | Brain, Hart       | 2:48  |
| 19. | From a Whisper to a Scream (Alternate version) |                   | 3:27  |
| 20. | Watch Your Step (Alternate version)            |                   | 2:47  |
| 21. | Clubland (Alternate version)                   |                   | 4:03  |
| 22. | You'll Never Be a Man (Alternate version)      |                   | 3:10  |
| 23. | Slow Down                                      | Larry Williams    | 2:24  |
| 24. | Big Sister (Alternate version)                 |                   | 5:07  |
| 25. | Black Sails in the Sunset (Alternate version)  |                   | 3:08  |
| 26. | Hoover Factory (Alternate version)             |                   | 1:47  |
| 27. | Love for Sale                                  | Porter            | 3:02  |
| 28. | Boy with a Problem (Single version)            | Costello, Difford | 2:31  |
| 29. | Weeper's Dream                                 |                   | 1:05  |
| 30. | Gloomy Sunday                                  | Lewis, Seress     | 3:13  |
| 31. | The Long Honeymoon (Instrumental piano demo)   |                   | 1:41  |

- Cette réédition place l'album original et l'intégralité des pistes bonus sur deux disques séparés.

## Personnel
- Elvis Costello - Chant; Guitare; tous les instruments sur "Big Sister's Clothes"
- Steve Nieve - Piano; Orgue électronique
- Bruce Thomas - Guitare basse
- Pete Thomas - Batterie

### Personnel supplémentaire
- Glenn Tilbrook - Chant sur "From a Whisper to a Scream"
- Martin Belmont - Guitare sur "From a Whisper to a Scream"
- Billy Bremmer